# Katalin Horváth
Katalin Horváth fue una deportista húngara que compitió en esgrima, especialista en la modalidad de florete. Ganó cinco medallas en el Campeonato Mundial de Esgrima entre los años 1934 y 1951.

## Palmarés internacional
| Campeonato Mundial | Campeonato Mundial     | Campeonato Mundial | Campeonato Mundial  |
| Año                | Lugar                  | Medalla            | Prueba              |
| ------------------ | ---------------------- | ------------------ | ------------------- |
| 1934               | Varsovia (Polonia)     | Medalla de oro     | Florete por equipos |
| 1936               | San Remo (Italia)      | Medalla de plata   | Florete por equipos |
| 1937               | París (Francia)        | Medalla de oro     | Florete por equipos |
| 1948               | La Haya (Países Bajos) | Medalla de plata   | Florete por equipos |
| 1951               | Estocolmo (Suecia)     | Medalla de plata   | Florete por equipos |